# 田南部夢叶
田南部 夢叶（たなべ ゆめか、1999年7月14日 - ）は、日本の女子レスリング選手。東京都品川区出身。階級は59kg級。身長158cm。父親はアテネオリンピックレスリング・フリースタイル55kg級銅メダリストの田南部力。

## 来歴
オリンピックメダリストである父親の影響でレスリングを始めた。中学になるとJOCエリートアカデミーに入校すると、稲付中学に通うこととなった。2年の時には全国中学生選手権37kg級で優勝すると、クリッパン女子国際大会カデットの部ではその後3連覇を果たすことになった。3年の時にはジュニアクイーンズカップ カデットの部とJOC杯カデットの部で優勝すると、全国中学生選手権を連覇した。さらには、世界カデット選手権の40kg級でも優勝を果たした。帝京高校に進むと、1年の時にはジュニアクイーンズカップ カデットの部とJOC杯カデットの部及び世界カデット選手権でそれぞれ2連覇を達成するも、インターハイ46kg級では2位にとどまった。2年の時にはインターハイ49kg級で2位となった。2018年には日体大へ進学すると、1年の時には全日本選抜選手権59kg級で3位だった。2年の時には全日本選抜選手権59kg級で優勝するも、その後のプレーオフで敗れたために世界選手権代表にはなれなかった。東京オリンピックテスト大会57kg級で優勝すると、U-23世界選手権でも優勝を果たした。2022年からはレスター所属となった。2023年の全日本選手権57㎏級では2位だった。

## 主な戦績
- 2012年 - 全国中学生選手権　2位（37kg級）
- 2012年 - 全日本女子オープン選手権（中学生の部）　2位（37kg級）
- 2012年 - 全国中学選抜選手権　2位（37kg級）
- 2013年 - ジュニアクイーンズカップ 中学生の部　2位（37kg級）
- 2013年 - JOC杯カデットの部　2位（38kg級）
- 2013年 - 全国中学生選手権　優勝（37kg級）
- 2013年 - 全日本女子オープン選手権（中学生の部）3位（40kg級）
- 2013年 - 全国中学選抜選手権　優勝（37kg級）

40kg級での戦績
- 2014年 - クリッパン女子国際大会　カデットの部　優勝
- 2014年 - ジュニアクイーンズカップ  カデットの部　優勝
- 2014年 - JOC杯カデットの部　優勝
- 2014年 - 全国中学生選手権　優勝
- 2014年 - 世界カデット選手権　優勝
- 2014年 - 全日本女子オープン選手権（中学生の部）3位（44kg級）
- 2014年 - 全国中学選抜選手権　2位（44kg級）
- 2015年 - クリッパン女子国際大会　カデットの部　優勝（43kg級）
- 2015年 - ジュニアクイーンズカップ  カデットの部　優勝（43kg級）
- 2015年 - JOC杯カデットの部　優勝（43kg級）
- 2015年 - インターハイ　2位（46kg級）
- 2015年 - 世界カデット選手権　優勝（43kg級）
- 2015年 - 全日本女子オープン選手権（高校生の部）　優勝（46kg級）
- 2016年 - クリッパン女子国際大会　カデットの部　優勝（46kg級）
- 2016年 - インターハイ　2位（49kg級）
- 2016年 - 全日本女子オープン選手権（高校生の部）2位（52kg級）
- 2017年 - JOC杯ジュニアの部　3位（55kg級）
- 2018年 - ジュニアクイーンズカップ ジュニアの部　3位（57kg級）

59kg級での戦績
- 2018年 - JOC杯ジュニアの部　2位
- 2018年 - 全日本選抜選手権　3位
- 2018年 - 全日本学生選手権　3位（57kg級）
- 2018年 - ポーランド女子国際大会　3位（57kg級）
- 2019年 - 全日本選抜選手権　優勝
- 2019年 - 全日本学生選手権　2位
- 2019年 - 東京オリンピックテスト大会　優勝（57kg級）
- 2019年 - U-23世界選手権　優勝
- 2020年 -　全日本レスリング選手権大会　3位
- 2021年 - 全日本選抜選手権 2位
- 2021年 -　全日本選手権　3位
- 2022年 -　全日本選手権　3位
- 2023年 -　全日本選手権　2位(57㎏級)

（出典）